# Emad Moteab
Emad Moteab   (governació de Sharqia, 20 de febrer de 1983) és un futbolista egipci de la dècada de 2010.
Fou internacional amb la selecció d'Egipte.
Pel que fa a clubs, destacà a Al-Ahly.